# ノイラートの舟

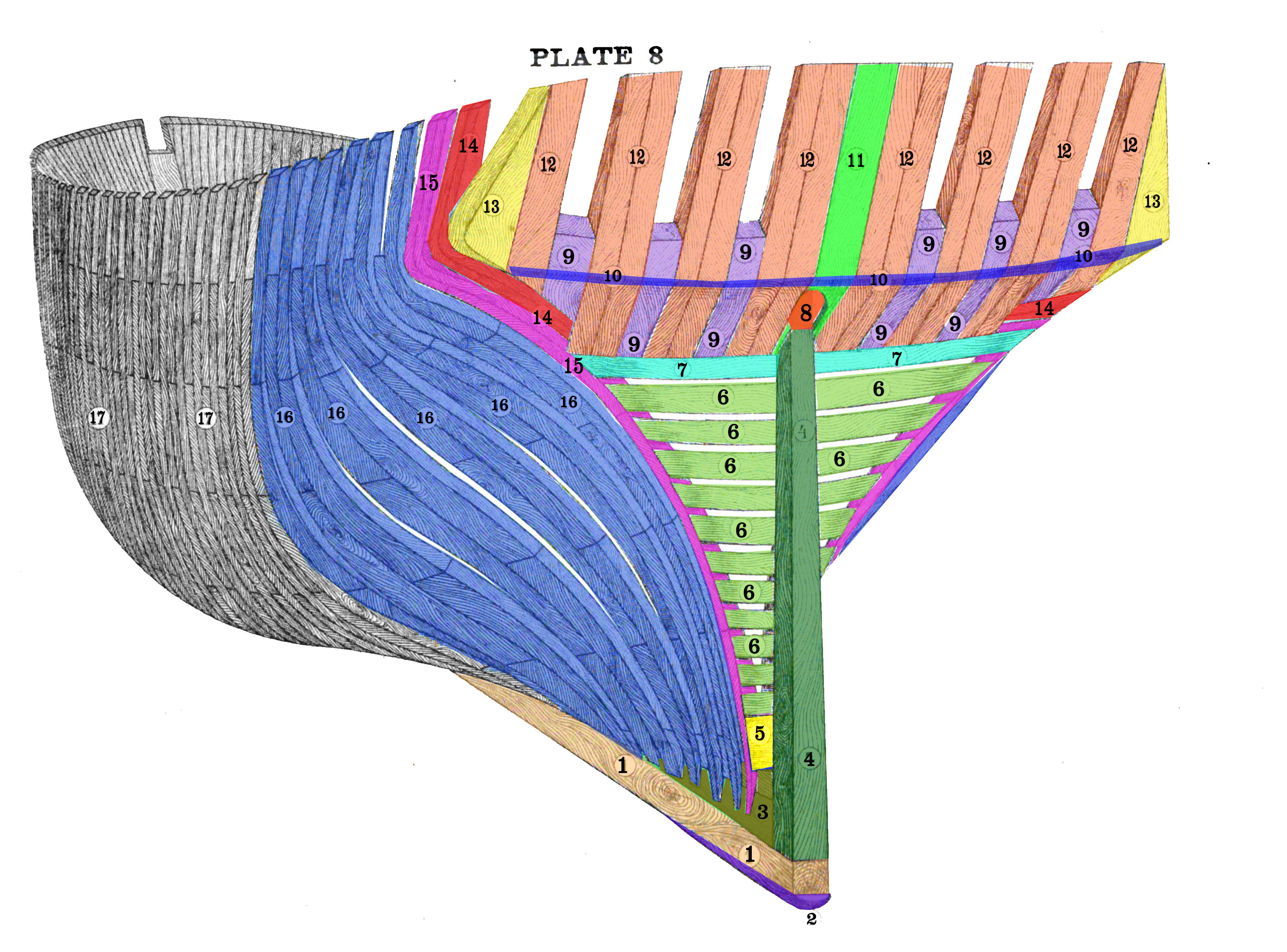
木造船の船尾図。ハインリヒ・パーシュ著『海事百科事典図解』（1890年）より

ノイラートの舟（のいらーとのふね、英: Neurath's boat ）、またはノイラートの船（英: Neurath's ship）は、知識の反基礎主義的説明において用いられる比喩であり、特に科学哲学で使われる。これは最初にオットー・ノイラートによって定式化された。この比喩は部分的にテセウスの船に基づいているが、テセウスの船は通常、同一性の問題に関わる他の哲学的問題を説明するために用いられる。この比喩は、ウィラード・ヴァン・オーマン・クワインが自著『言葉と対象（英: Word and Object ）』（1960年発行）において使われ広く知られるようになった。ノイラートはこの比喩を数回にわたって使用しており、初出は『戦時経済学の諸問題（英: Problems in War Economics ） 』）1913年発行）であった。
ノイラートの、海上で船を少しずつ再建するという非基礎主義的な比喩は、デカルトのはるかに早い時期の基礎主義的な比喩――『方法序説』（1637年）と『省察』（1641年）における、建物を一度に全て取り壊し、地面から建て直すという比喩――とは対象的である。ノイラート自身がこの対比を指摘していた。
この船は、1968年のパウル・ローレンツェン、1974年のスーザン・ハーク、1980年のアーネスト・ソーサ、などの哲学者たちによる議論では船から筏に置き換えられた。ローレンツェンによる筏の比喩の使用は、ノイラートのオリジナルに対する一種の基礎主義的修正であり、船ではなくて筏であれば、水中に飛び込んで泳ぎながら新しい筏を作ることは可能である。つまり、知識の新しい体系を「ゼロから始めて」構築することは可能であると主張することで、ノイラートに対する反論であった。
ノイラートの比喩に先立って、チャールズ・サンダース・パースが同様の目的で沼地を歩く比喩を用いていた。その比喩は「足元の地面が崩れ始めたときにのみ、次の一歩を踏み出すのである（英: One only takes another step when the ground beneath one's feet begins to give way. ）」というものである。

## ノイラート的ブートストラップ
キース・スタノヴィッチは、著書『ロボットの反逆 (英: The Robot's Rebellion  ) 』において、これを「ノイラート的ブートストラップ (英: Neurathian bootstrap  ) 」と呼び、自分の信念を修正する再帰的性質の比喩としてブートストラッピングを用いている。例えば、船上の「腐った板」は、ミーム・ウイルスやジャンク・ミーム (つまり、個人にとって不適応的であるか、個人の人生目標の実現に有益な目的を果たさないミーム) を表しているかもしれない。船を修理のために岸に着けることは不可能かもしれないため、腐っていない板の上に立って、腐った板を修理したり交換したりすることになる。後になって、以前に支えとして使われた板も、腐っていない他の板の上に立つことで検証されるかもしれない：
このようにして、人々はより合理的になるために自分たちの信念を検証し、修正していくことが可能となる。